# Aphanogmus reticulatus
Aphanogmus reticulatus är en stekelart som först beskrevs av Fouts 1934.  Aphanogmus reticulatus ingår i släktet Aphanogmus och familjen pysslingsteklar. Inga underarter finns listade i Catalogue of Life.